# 圖-160戰略轟炸機
图-160轰炸机（羅馬化：Tu-160；北約代號「海盗旗」），是苏联图波列夫设计局研制的可變后掠翼超音速远程战略轰炸机，原來用于替换圖-22M轟炸機和圖-95轟炸機执行战略轰炸任务，與美國空軍B-1槍騎兵戰略轟炸機非常相似，它是苏联解體前最后一个战略轰炸机计划，同時是有史以来制造的最重的轰炸机。图-160是世界上航速最快、航程最遠的战略轰炸机，目前仍在生产，至少有14架正在俄罗斯空军服役。
因圖-160具有驚人的操控性能、表面採用啞光白色塗層，被俄羅斯人暱稱為「白天鵝」（Белый лебедь），北約則稱之為「海盜旗」。

## 歷史
由於美國空軍從1970年提出關於B-1A轟炸機的需求計畫，因此蘇聯空軍在1972年針對這一項需求提出類似的相關計畫，包括一樣必須是超音速飛行，可變後掠翼，以及航速能夠達到2.3馬赫的機種，以用於對抗美國空軍的戰略優勢。圖波列夫設計局（局號OKB-156）混合了160M飛機加長主翼的設置與圖-144的機身概念，然後再與米亚西舍夫設計局（局號OKB-23/482）以及蘇霍伊（局號OKB-51）T-4偵察機進行比對。「海盜旗」的血統從此可以確定它是一個多重父母的混血兒，它的可變後掠翼來自M-18，而M-18的後掠翼又是蘇聯公認最成功的設計，而圖波列夫設計局相中這一點的就是在航空氣體動力學上無窮的潛力。企劃案提出後的次年，在圖-22M首次試飛後，圖波列夫局被指派以米亚西舍夫設計局的設計進行發展研究。
雖然說B-1槍騎兵戰略轟炸機A型計畫在1977年告吹，不過蘇聯單方面並未因此鬆懈，仍舊孜孜不倦苦心於該機種的設計，並且在同年就獲得政治局的認可。原型機的照片在1981年11月就在朱可夫斯基試飛場被一位民航機乘客拍到，一個月後，12月19日，圖-160就展開了第一次試飛。不過正式生產的許可一直到1984年才批准，就在當初預定要生產蘇霍伊T-4的喀山飛行協會進行。飛機的生產型號是圖-160，不過喀山工廠稱為「K型飛機」或者是「70產品」；當初預定生產一百架圖-160，不過連同3架原型機，總數只有生產到35架。

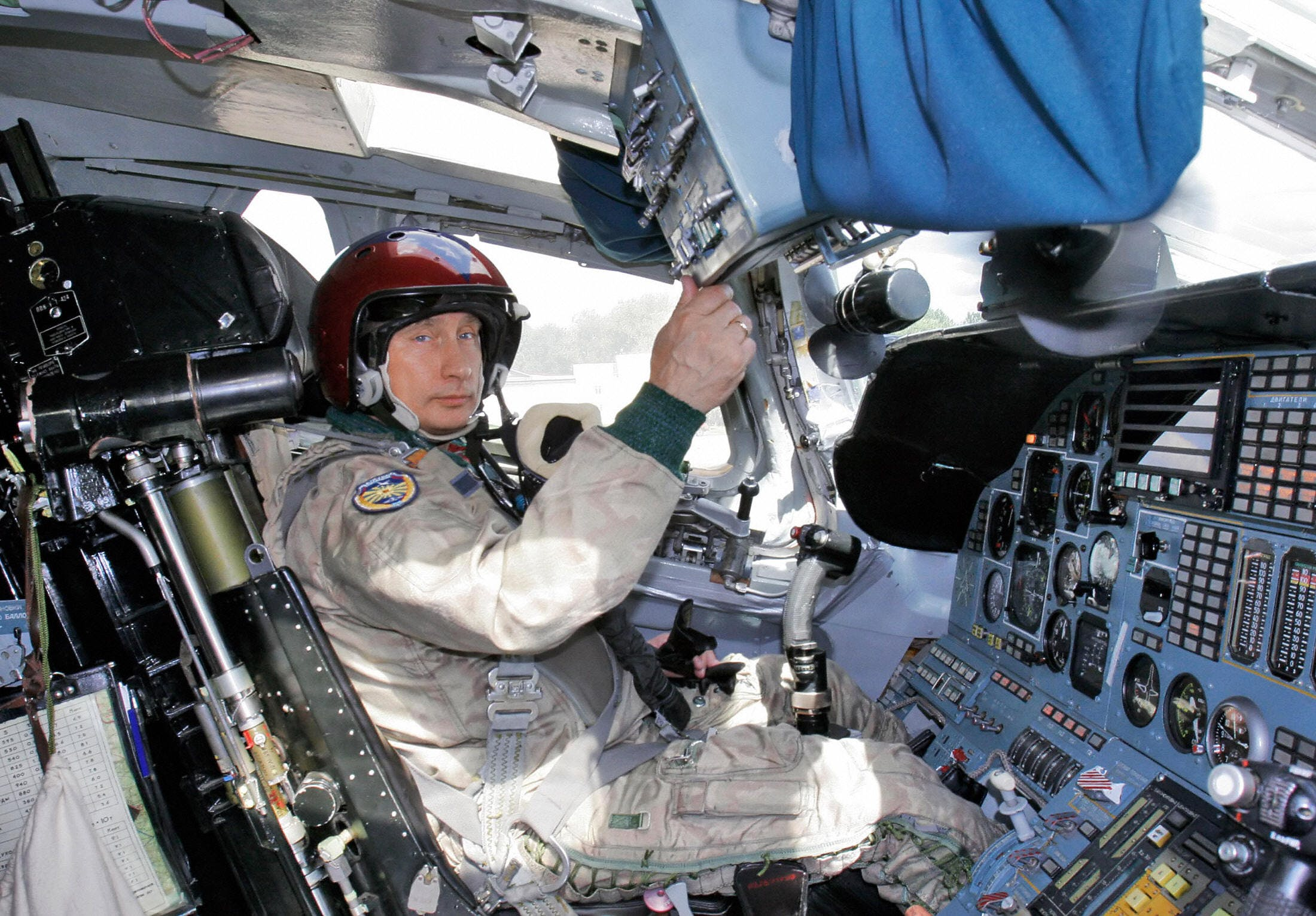
俄羅斯總統普京試坐駕駛艙

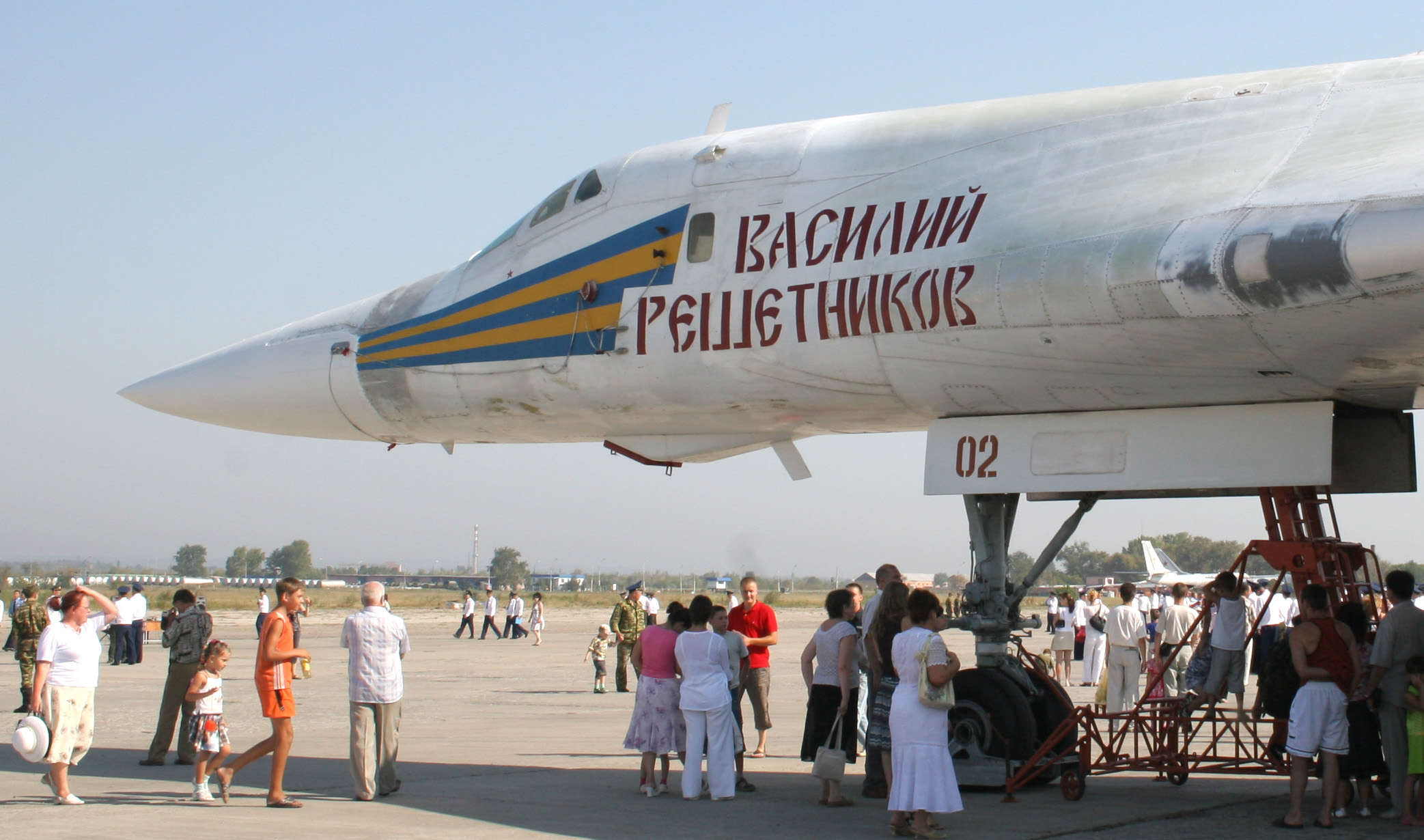
機輪艙也是入口

1987年5月，圖-160開始進入部隊服役，1988年形成初始作戰能力。圖-160的作戰方式以高空亞音速巡航、低空亞音速或高空超音速突襲為主，在高空時可發射長程巡航導彈在敵人防空網外進行攻擊；擔任防空壓制任務時，可以發射短距離飛彈。此外，該機還可以低空突襲，用核子彈頭的炸彈或是發射導彈攻擊重要目標。及後，圖-160亦投入對日本常態巡航的「東京急行」機隊中。
1989年，美麗優雅又威力十足的「白天鵝」終於出現在蘇聯大眾面前，而1989年到1990年也是圖-160最忙的一年，該年它忙著以自身的重量等級打破44項世界飛行紀錄。1995年的巴黎航展上，西方世界第一次能夠近距離觀察到圖-160。
圖-160的2號原型機於1987年於試飛中損失，駕駛員成功彈射逃生。整個產製計畫最後在1994年叫停的原因不外乎就是資金不足；不過未完成的飛機狀況依舊良好，只要資金與訂單確認通過即可完工。圖-160的主要型別分為兩種，一是傳統戰略轟炸機，以及用於飛行器發射的圖-160SK火箭載機。
1991年一共19架圖-160替換駐紮於烏克蘭的第184近衛重轟炸機旅轄下的圖-16以及圖-22M3。随着蘇聯垮台，這19架飛機就地成為烏克蘭空軍的資產；1999年烏克蘭又歸還了8架圖-160轟炸機，作為烏克蘭積欠俄羅斯能源債務的抵扣項目，此舉也等同蘇聯垮台後烏克蘭放棄不再成為俄羅斯核武的馬前卒。至於原來蘇聯解體時所瓜分的轟炸機群同樣也以拆解銷毀的方式就地解散單位，只留下一架空殼機作為靜態展示。
俄羅斯空軍採用圖-160的第二個單位乃是於1992年成軍駐紮於恩格斯空军基地的第121近衛重轟炸機旅。可以說這是個陽春旅，因為到了1994年時整個旅也才接收了六架轟炸機；一直捱到1999年與2000年間前面提到的八架從烏克蘭「釋放歸還」的圖-160才歸建到這個單位，然後另外一架在工廠接近完工的飛機又到這個旅湊上一腳。不過不幸的是在2003年9月18日，第121旅損失一架剛剛完成發動機檢修進行試飛任務的圖-160。
2001年的時候俄羅斯空軍在朱可夫斯基成立了一個一共6架圖-160的實驗性機隊，其中四架保持飛航能力，計畫在2007年再增加兩架生力軍。俄羅斯最理想的计划是希望在2012年時將這個機隊擴充到30架現役機群。2005年12月30日，俄羅斯總統普京簽署圖-160正式加入俄羅斯空軍的命令。
大概到2005年11月的時候，俄羅斯空軍只擁有14架圖-160轟炸機，另外還有兩架正在喀山飛機廠準備交機，一架已經於2006年3月服役，另外一架則是2007年就役。
2007年8月17日，普京總統又宣佈俄羅斯恢復自1991年以來停止的長程戰略飛行任務；2007年12月25日，兩架圖-160以接近丹麥領空的方式慶賀聖誕節，丹麥空軍隨即也以兩架F-16戰隼戰鬥機與以攔截與辨認，表示完全不歡迎這種慶祝節慶的方式。
根據另一項俄羅斯政府的資料來源顯示，在2007年9月11日，有一架圖-160顯然是要用來投擲大規模燃料空氣炸彈，也是該機型頭一回的野戰測試。，據俄羅斯媒體報導一架全新圖-160於喀山飛機廠完工，並於2008年服役，將用來作為種種不同的測試飛行；報導中也強調，俄羅斯政府維持一項屬於圖-160長程投射武器的企劃案與計畫，並且平均每兩年就有一架新的圖-160出廠，預計到2025年至2030年之間，俄羅斯將保持擁有30架圖-160的戰略條件。但由于圖紙不全及缺乏部件生産設俻，只能由零件庫中再合成一架即告停産。
圖-160最近一次挑衅的紀錄是在2008年1月22日：兩架圖-160在飛往比斯開灣的途中遭到挪威空軍以及英國皇家空軍攔截。
2006年，俄羅斯空軍獲得了五架重新改裝的舊機型，以及一架出廠的新機。計劃上每年俄羅斯空軍都會獲得五架重新改裝的舊機型，只要經費與工程無誤，舊機型將會在五年內完成改裝計畫，但由于缺乏經費，尤其是无法重建上游零部件生産厰，因此一直流于空談。2007年一月，俄羅斯空軍司令弗拉基米尔·米哈伊洛夫稱俄羅斯空軍可以每三年獲得兩架全新生產的現代化圖-160，但卻只生産了一架即告停工。
2016年，俄罗斯媒体称，俄罗斯将恢复在苏联时代开发的图-160战略轰炸机的生产，在喀山航空工厂开始大规模生产。
進行現代化改裝後的圖-160有以下變更：
- 全數位多重及防中子防核航太電子系統，包括加裝「Σ」系統進行Kh-101以及Kh-555巡弋飛彈的射控。
- 在格洛納斯系統（ГЛОНАСС／GLONASS）完全的支援下巡航。
- 將NK-32渦輪扇發動機進行升級以提升可靠性。
- 具備發射以格洛納斯系統引導的新型Kh-55導彈核武彈頭／傳統彈頭巡航導彈的能力。
- 具備攻擊軍用／民用太空衛星的能力。
- 具備攜帶與投擲雷射導引炸彈的能力。
- 更換雷達反射率更低的匿蹤蒙皮。

2018年1月，俄羅斯副總理羅戈津公開表示，圖-160M2戰略轟炸機將在1月底首次飛行。
2018年12月，俄羅斯派出2架可攜帶核武的圖-160轟炸機，降落委內瑞拉，表達對委國總統馬度洛的支持。

## 性能
圖-160原型可能是蘇聯版的B-1槍騎兵戰略轟炸機。不過，圖-160比槍騎兵快80％，比槍騎兵大將近35％。圖-160的航程比槍騎兵多出將近45％，可變後掠翼內收時呈20°角，全展時呈65°角；圖波列夫局的設計師在它的襟翼後緣上加上雙重穩流翼，這樣可以減少翼面上表面與空氣接觸的面積，降低阻力。圖-160具有線傳飛控操作系統。
圖-160由四具庫茲涅佐夫NK-321後燃器渦輪扇發動機推動，這也是世界上推力最強大的軍用發動機（不過曾經讓圖-144民航機使用）原先B1A型被要求具備2馬赫的高速，不過這個要求在B型上被放棄。圖-160除了可變後掠翼之外，它還具備可變式進氣道，以適應高高度高速下的進氣方式。
圖-160也具備空中加油系統以被延長任務之需，加油管就在風擋前正中央。不過因圖-160的內油槽容量高達130噸，如果飛行員以每小時530英里（每小時850公里，0.77馬赫）的速度在30,000英尺（9,145米）的高度飛行，可以飛15個小時（但还是少于B-52轟炸機19個飛行小時的能力）。
圖-160雖具備部份低可偵測性能，不管是雷達或者是紅外線都很難被偵測的到，部分俄國媒體甚至宣稱其匿蹤性能以達到可以和B-2幽靈隱形戰略轟炸機相較的地步。另外於2006年4月25日，俄羅斯戰略轟炸機指揮官伊果爾·科夫洛夫宣稱一架經過性能提升的圖-160在當月份的演習中已經由加拿大東海岸進出過美國領土上空，並且沒有遭到偵測與攔截。然而上面所述均為俄羅斯單方觀點，幾乎沒有第三方可以佐證其宣稱的性能或成就。
圖-160使用一具「宏觀-K」（Обзор-К）的搜索雷達（K型雷達是低軌衛星的衍生型），裝置在略向上翻的機鼻上，用來進行陸地／空中觀測；另外又使用一具「糖錐」（Сопка）地形雷達，圖-160就使以這兩具雷達進行低空突穿飛行任務。圖-160使用OPB-15T光電投彈瞄準器，這個瞄準器裝置在鼻輪艙的前方，而成員也就是從鼻輪艙進入機內。它的電子作戰艙具有各一套主動式與被動式電子反制系統。飛機上共有4位乘員，包括正駕駛員、副駕駛員、武器操作官，以及防禦系統操作兼導航通訊員，在加壓座艙中各自乘坐一張K-36LM彈射逃生椅。正駕駛員是以飛行操作桿來進行操控，乘坐在駕駛艙左前方位置；副駕駛員乘坐在右前方位置；正駕駛員的後方是武器操作官的位置；防禦系統操作兼導航通訊員坐在副駕駛員後方。不過所有的飛行儀表還是傳統的指針式表盤。

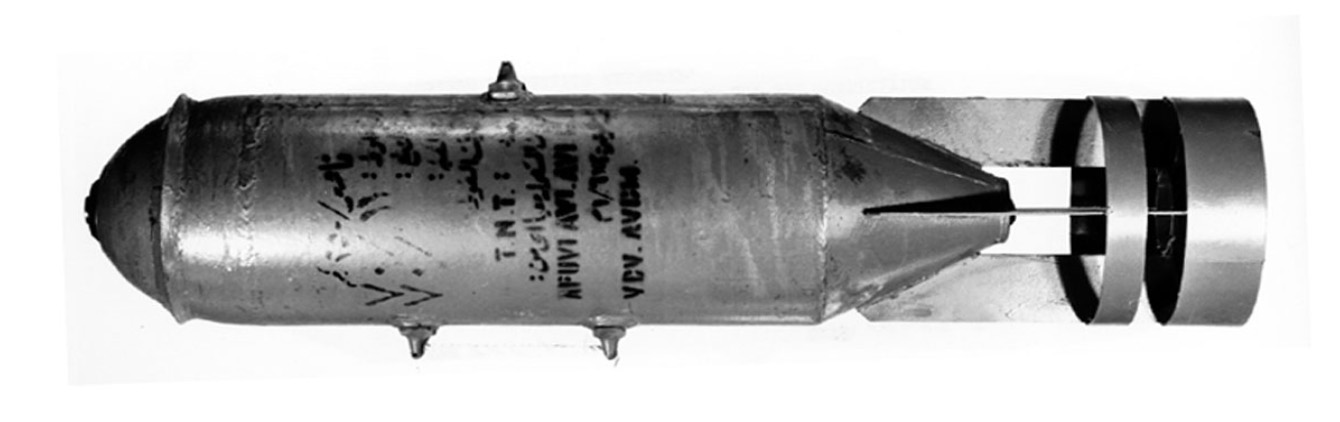
一枚1946年式FAB-250（公斤）自由落體炸彈

圖-160有兩個彈艙，每一個彈艙都能夠攜帶20,000千克自由落體式炸彈（以傳統250千克炸彈來說，圖-160就能夠攜帶FAB-250炸彈176枚，比B-29超級堡壘轟炸機多4倍，比B-52同溫層堡壘轟炸機多46％，比B-1槍騎兵戰略轟炸機多17％）），或者是以滾轉式彈艙發射核武飛彈。如果B-1B願意犧牲操控與匿蹤性能加上外掛武器的話，B-1B的載重量可達6,100千克，然而圖-160也加上外掛彈藥的話，還是比B-1B多攜載39％的炸彈（圖-160外掛載量可達45,000千克）。所以說目前全世界最大的重轟炸機寶座非屬圖-160不可。
圖-160也是蘇聯自二戰以後第一架「無武裝」的轟炸機，亦即它沒有自我防衛的武器（圖-22M以及圖-95的機尾還有單座單／雙管23mm機炮）。

## 衍生機種

### 實驗機型
- 圖-160S（Tu-160S）：這個是設計用來作為預產的實驗機種。

### 各類機型
- 圖-160V（Tu-160S）：以液態氫為燃料的機種，概與圖-155相同。
- 圖-160NK-74：改用NK-74發動機的長程飛行機種。
- 圖-160M：這一型加長機身以便攜帶長程速度5馬赫以上的Kh-90「隕石」飛彈。

### 軍用機型
- 圖-160P (圖-161)：長長程護航攔截／戰鬥機。
- 圖-160PP：電子作戰機型，攜帶距外主動式干擾與電子反制系統。
- 圖-160R：戰略偵察平台。
- 圖-170：傳統轟炸機（用來迴避戰略武器限制談判中的「第二階段限武條約」（SALT-2）限制）。
- 圖-160M2：圖-160的現代化升級後的版本，更換新的航空電子設備和武器系統，能夠攜帶常規武器，例如：90 OFAB-500U（重量約500公斤，連續爆炸半徑可达70-100米）。

### 商用/民用機型
- 圖-160SK：商用機種，「縴夫」機載太空火箭的發射平臺。在1994年在新加坡舉辦的航空展上，展示一款攜帶名為「縴夫」（Бурлак）的小型太空火箭實體模型的民用版圖-160SK型，火箭以機腹懸掛方式攜帶。隔年圖波列夫設計局宣布與位於德國不萊梅的OHB系統（英语：OHB-System）系統公司結為策略夥伴，共同生產火箭攜載運輸以及發射的專用機。不過德國政府隨後於1998年撤資；據說這項計畫仍然在實施中，不過資金來源仍然相當拮据。

## 使用國家

### 使用國
- 俄羅斯[10]：俄羅斯空軍目前有16架現役機。

### 前使用國
- 苏联：蘇聯空軍於1991年將原本更換舊型轟炸機的圖-160移交給俄羅斯，同時也遭到烏克蘭扣押。
- 乌克兰：乌克兰空军1991年蘇聯解体時所分配到一共19架，於1999年將8架圖-160歸還俄羅斯政府作為債務抵扣項目，餘下11架全部销毁。

## 性能指标
- 可變翼範圍：主翼全展20°時用於起降；主翼展開至35°時用於巡航；主翼內收至65°時用於高速飛行。
- 动力装置: 四具庫茲涅佐夫 NK-321渦輪扇發動機，单具最大軍用推力137.3千牛，加力（後燃）推力226.5千牛。
- 主要机载设备：

- 「宏觀-K」攻擊雷达；
- 「糖錐」地形雷達；
- 格洛納斯系統（ГЛОНАСС/GLONASS）航太坐标方位仪；驅動方式。
- 減速拖曳傘，儲存於機尾正下方；
- 機尾其他部分安裝「貝加爾湖」（Байкал）防禦系統，包括紅外線飛彈發射感應器，雷達鎖定接收警報器，電子干擾器，以及雷達干擾箔条／誘餌曳光彈發射器。

- 无机炮。弹舱内可载自由落体炸彈、短距攻击导弹或巡航导弹等，两个12.80米长的武器舱，每一個舱的前段裝有MKU6-5U滾準式发射架可带6枚彩虹設計局（俄语：Радуга (конструкторское бюро)）KH-55SM巡航导弹或Kh-555（Kh-555為Kh-55的衍生型，改用Kh-101光電終端導引系統並將核彈頭改為傳統彈頭）巡弋飛彈；或者依照任務不同可以將两个彈艙的滾轉式发射架改為MKU6-1U型，如此可攜带24枚速度約5馬赫的kh-55超高音速短程巡弋飛彈或者是“回馬槍”P型短距反雷達（壓制敵方防空任務）飛弹。

## 戰場应用
2015/11/17俄羅斯空軍使用圖-160以及圖-95MS機上搭載的新型X101巡航導彈空襲伊斯蘭國。
2022年6月22日，俄军从阿特斯拉罕地区出动图-160轰炸机，在里海上空用KH-101巡航导弹对基辅发动打击。

## 外部連結
- Blackjack Strategic Bomber（页面存档备份，存于），Airforce-technology

1. ↑  英語：